# Zosterop de capell
El zosterop de capell (Zosterops atricapilla) és un ocell de la família dels zosteròpids (Zosteropidae).

## Hàbitat i distribució
Habita boscos i praderies alpines, a les muntanyes de Sumatra, i Borneo.